# Eleutherodactylus richmondi
Eleutherodactylus richmondi är en groddjursart som beskrevs av Leonhard Hess Stejneger 1904. Eleutherodactylus richmondi ingår i släktet Eleutherodactylus och familjen Eleutherodactylidae. IUCN kategoriserar arten globalt som akut hotad. Inga underarter finns listade i Catalogue of Life.